# Maria Cecilie Mærsk
Maria Cecilie Mærsk (født 16. november 1982) er en dansk professionel erotisk danser og nøgenmodel, bosat i Glostrup. Hun vandt 2001 og 2002 DM i strip og har haft en mindre rolle i komedien Krøller i sovsen, 2007. Hun er 179 cm høj med blond hår og bruger D-skål.[kilde mangler]